# Agnieszka Smoczyńska
Agnieszka Smoczyńska (nascuda el 18 de maig de 1978) és una escriptora i directora de cinema i televisió polonesa. És una exalumne de l'Escola de Cinema Krzysztof Kieślowski de Katowice. El seu llargmetratge de debut, Córki dancingu (2015), va ser reestrenat per The Criterion Collection el 2017, incloent també els curtmetratges Aria Diva (2007) i Viva Maria! (2010). El 2022, va guanyar el premi Lleons d'Or al Festival de Cinema de Gdynia pel seu quart llargmetratge, The Silent Twins.

## Filmografia
| Any  | Títol                   | Role(s)  | Role(s)   | Role(s)   |
| Any  | Títol                   | Director | Guionista | Productor |
| ---- | ----------------------- | -------- | --------- | --------- |
| 2015 | Córki dancingu          | Sí       | No        | No        |
| 2018 | The Field Guide to Evil | Segment  | No        | No        |
| 2018 | Fuga                    | Sí       | No        | No        |
| 2022 | The Silent Twins        | Sí       | No        | No        |
| TBA  | Hot Spot                | Sí       | No        | No        |